# Adebaglaciären
Adebaglaciären (georgiska: მყინვარი ადება, Mqinvari Adeba) är en glaciär i Georgien. Den ligger i regionen Abchazien, i den nordvästra delen av landet. Adebaglaciären ligger 3011 meter över havet.